# Kościół św. Rocha (św. Trójcy) w Mińsku
Kościół św. Rocha w Mińsku, zwany też kościołem św. Trójcy (biał. Касцёл Найсвяцейшай Тройцы, Святога Роха) – rzymskokatolicka świątynia zbudowana w II połowie XIX wieku w Mińsku przy obecnym skrzyżowaniu ulicy Kozłowa i prospektu Niepodległości.

## Historia
Kościół zbudowano w latach 1861–1864 na terenie założonego wcześniej cmentarza unickiego na Złotej Górce. Architekt M. Siwicki nadał mu kształt neogotycki o symetrycznej kompozycji, z wysoką wieżą i małymi wieżyczkami po obu stronach, absydą i dwuspadowym dachem. Prostokątny w planie kościół ma charakter jednonawowy. 
Według opisu z 1908 roku w dwukondygnacyjnej wieży znajdowały się trzy dzwony: „Leonard”, „Stefan” i „Bronisława”. W głównym ołtarzu mieścił się obraz Matki Bożej z dzieciątkiem, w pobliżu obraz Trójcy Świętej. W lewym bocznym ołtarzu znajdował się obraz św. Antoniego. W prawym bocznym ołtarzu znajdowała się uważana za cudowną drewniana figura św. Rocha. Według tradycji wierni mieli ją znaleźć na ruinach kościoła Bonifratrów, podczas epidemii cholery w Mińsku, a następnie idąc z figurą w procesji wokół miasta mieli modlić się o wstawiennictwo św. Rocha. Gdy epidemia się zakończyła przypisano to modlitwie do świętego. Wokół kościoła w 1896 r. wzniesiono ogrodzenie z bramą. W kryptach kościoła znajdowały się m.in. groby fundatorów świątyni. 
W latach 1900–1901 w kościele ustawiono organy na dwie klawiatury z pedałami, posiadające 18 głosów i 7 rejestrów.
W latach 30. XX wieku kościół został zamknięty i ograbiony z kosztowności przez władze sowieckie. Budynek został znacznie uszkodzony podczas bitwy o Mińsk w 1944 r. Po wojnie kościół zamknięto i wykorzystywano jako magazyn książek Państwowej Biblioteki Białorusi. W latach 1983–1984 budynek został odrestaurowany i częściowo odremontowany wg proj. A. I. Małachowskiego, z przeznaczeniem na salę koncertową Białoruskiej Filharmonii Państwowej. W prezbiterium ustawiono nowe organy czeskiej firmy „Rieger-Kloss”. W 1983 roku budynek uznano za zabytek. W podziemiach świątyni umieszczono garderobę.  
Od 1991 ponownie zaczęły odbywać się w nim nabożeństwa (w czasie wolnym od koncertów). 16 sierpnia 1998 roku w prawym bocznym ołtarzu umieszczono nową metalową figurę św. Rocha, wykonaną przez rzeźbiarza Waleriana Januszkiewicza.
5 lipca 2006 r. kościół został zwrócony parafii. W podziemiach kościoła urządzono salkę katechetyczną.
W październiku 2014 r. z okazji 150-lecia kościoła odbył się XI Festiwal Muzyki Duchownej „Złotogórska Lira”.
Kościół pełni funkcję parafialnego również dla parafii św. Apostołów Piotra i Pawła i św. Eugeniusza de Mazenod, dla parafii św. Andrzeja Apostoła i św. Leopolda Bogdana Mandicia oraz dla parafii św. Franciszka z Asyżu w Mińsku.

### Cmentarz na Złotej Górce
Wokół świątyni znajdują się resztki cmentarza z 1790 r., zniszczonego po 1945 roku. Cmentarz powstał po rozbiorach Rzeczypospolitej, gdy Katarzyna II wydała ukaz o zakazie pochówków w centrach miast. Utworzono wówczas trzy nowe nekropolie: dla rzymskich katolików na Kalwarii, dla unitów na Złotej Górce, a dla prawosławnych Cmentarz Storożowski. 
Była to jedna z największych i najstarszych nekropolii katolickich w Mińsku. Znajdowała się na nim m.in. kwatera 300 polskich żołnierzy poległych podczas Inwazji na Rosję w 1812 r.

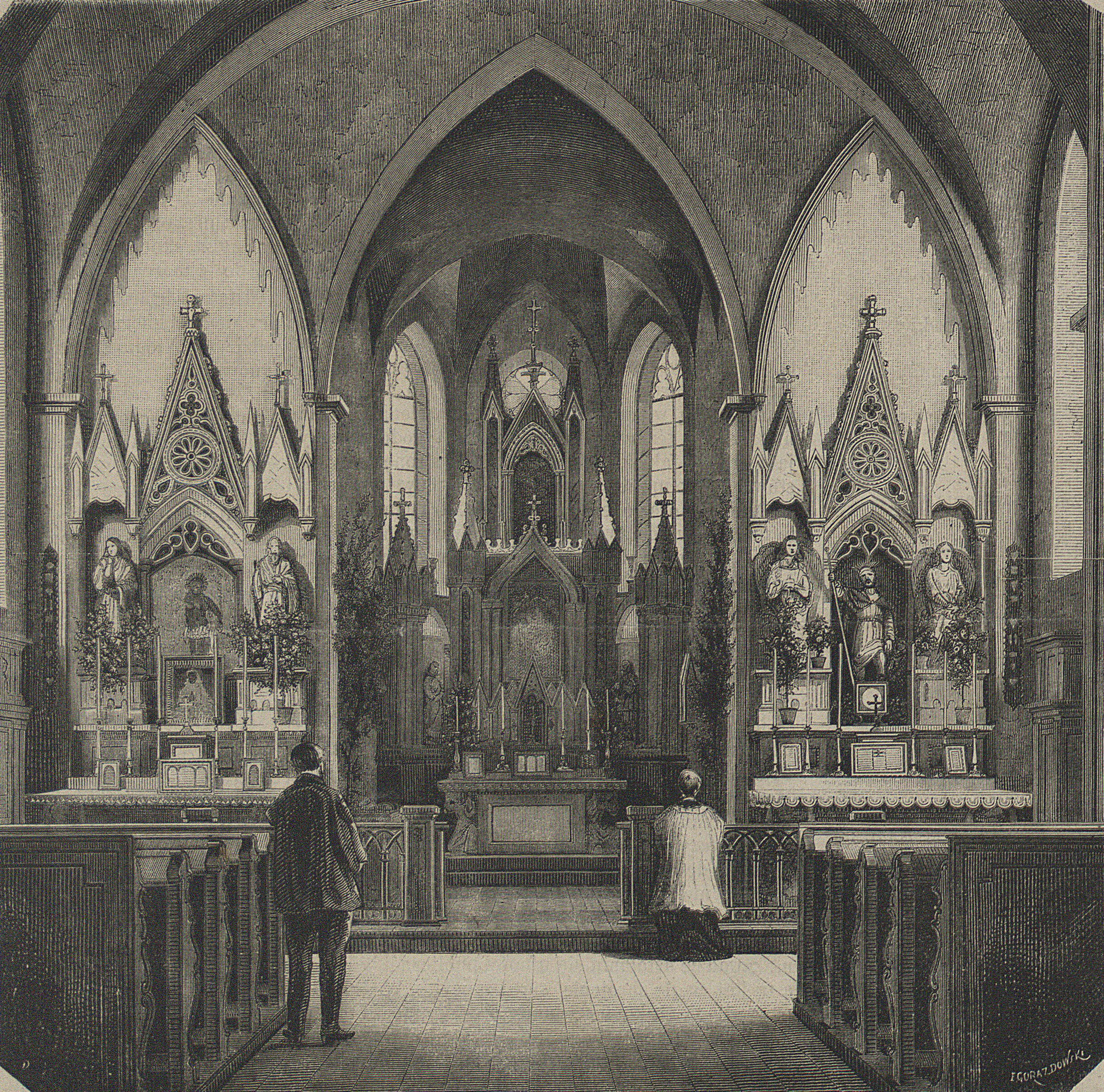
Wnętrze kościoła na litografii Edwarda Gorazdowskiego, Tygodnik Ilustrowany, 1868

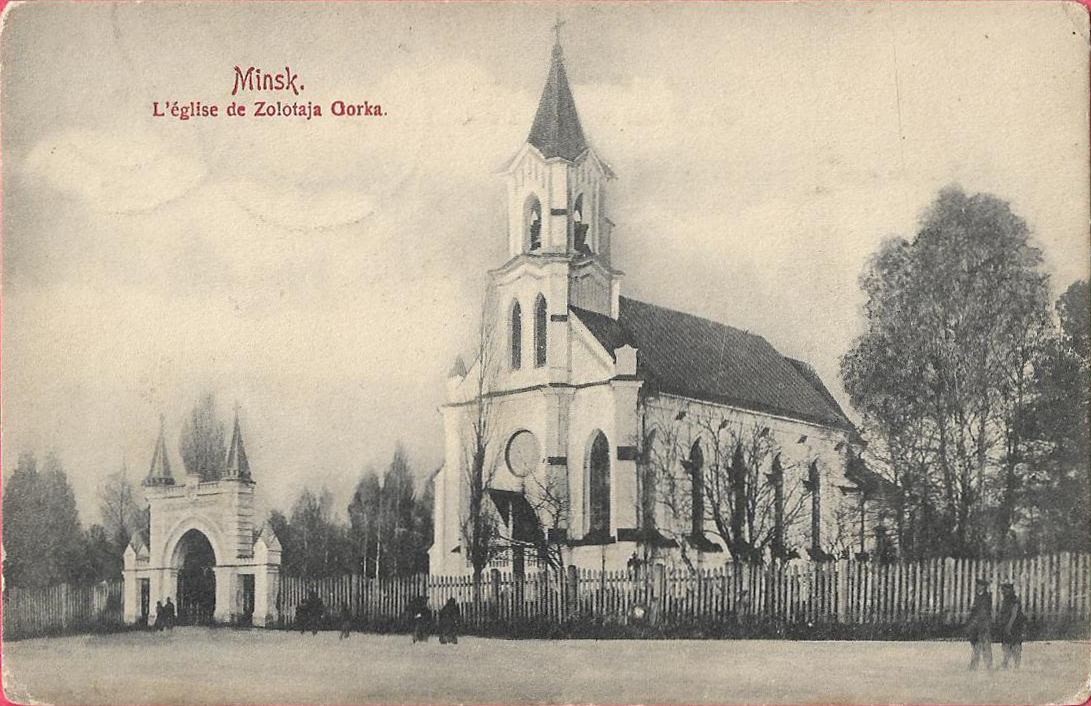
Kościół na pocztówce z pocz. XX w.